# Маяк Форт-Ниагара
Маяк Форт-Ниагара (англ. Fort Niagara Light) — маяк, расположенный в устье реки Ниагара на правом берегу в черте города Янгстаун, округ Ниагара, штат Нью-Йорк, США. Построен в 1872 году. Деактивирован в 1993 году.

## История
Район впадения реки Ниагара в озеро Онтарио приобрёл важное значение для торговцев ещё во времена французской колонизации в 1600-х годах. Ниагарский водопад разделил путь, по которому мех доставлялся в Европу на 2 части: большие суда не могли преодолеть водопад, потому до него торговцы добирались на небольших лодках. Устье реки Ниагара стало традиционным местом погрузки товара на более крупные суда для дальнейшей транспортировки. В 1726 году в устье французы построили «Французский замок» (англ. French Castle), также известный как «форт Ниагара» (англ. Fort Niagara). Во время Семилетней войны британцы захватили форт в 1759 году. Из-за увеличивающегося трафика британцы установили маяк на крышу форта в 1781 году. После войны за независимость США форт оказался на границе между США и британской Канадой. Потому уже 7 мая 1822 года Конгресс США выделил 1 000$, а 3 марта 1823 года — ещё 1 500$ на строительство маяка в форте Ниагара. Башню маяка в целях экономии установили прямо на крыше столовой форта. В 1825 году было завершено строительство канала Эри, и поток судов в устье реки Ниагара начал уменьшаться. В 1855 году маяк форта пострадал от урагана. В 1857 году на него была установлена линза Френеля. В 1871 году Конгресс выделил 16 000$ на строительство нового отдельного здания маяка. Работы были завершены 10 июня 1872 года. Новый маяк представлял собой восьмиугольную башню из известняка высотой 15,5 метров, к которой сбоку примыкал одноэтажный дом смотрителя, также выполненный из известняка. Линзу Френеля перенесли из форта в новую башню. В 1900 году высота башни была увеличена на 3,5 метра. В 1905 году была построена небольшая котельная. Со временем деревья вокруг здания нового маяка выросли, и его свет стал менее заметным для кораблей. Вместо того, чтобы вырубать около 50 деревьев, Береговая охрана США вывела маяк из эксплуатации в 1993 году, заменив его автоматическим неподалёку. Линза Френеля, стоявшая на маяке, с 1995 года выставлена в экспозиции музея в бывшем форте Ниагара.
В 1984 году маяк был включён в Национальный реестр исторических мест.